# Woodside (Merseyside)

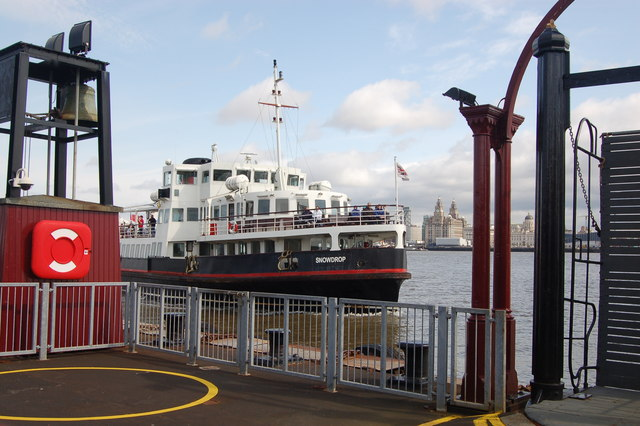
Fähre am Woodside-Fährterminal. Im Hintergrund die Silhouette Liverpools mit den markanten Türmen des Royal Liver Building (2008).

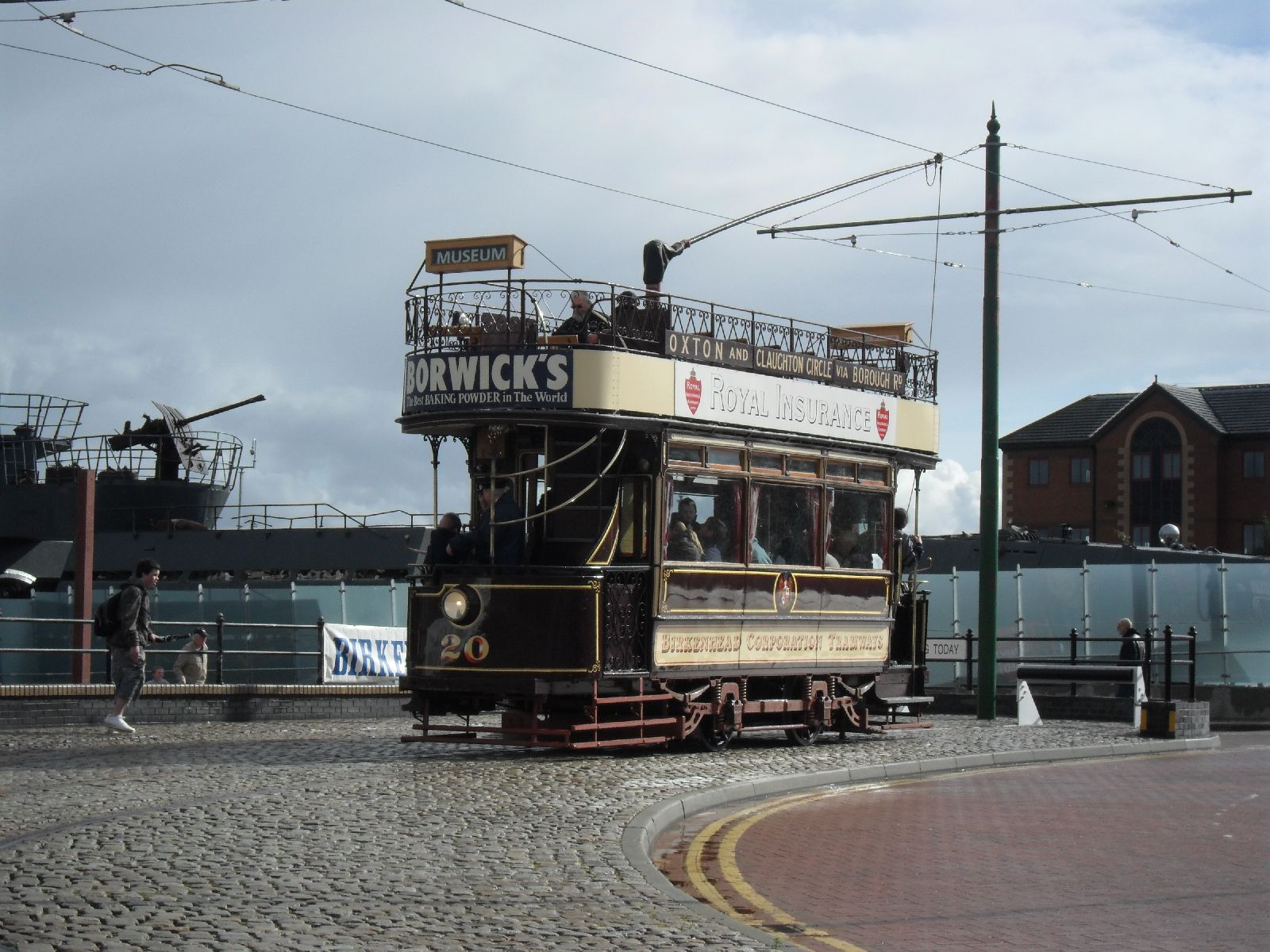
Historischer Straßenbahnwagen der Linie 20 an der Endhaltestelle Woodside. Dahinter das ehemals deutsche U-Boot U 534 der U-Boat Story Exhibition (2009).

Woodside ist ein Bezirk der Stadt Birkenhead in Merseyside im Nordwesten Englands. Er liegt auf der Wirral-Halbinsel am linken Ufer des River Mersey, gegenüber der Großstadt Liverpool auf dessen rechter Seite.

## Geschichte
Um 1330 erhielten Mönche des Priorats Birkenhead von König Edward III. die Erlaubnis, hier eine Fähre über den Mersey nach Liverpool zu betreiben. Dieses Recht fiel 1536 an die Krone zurück, nachdem Heinrich VIII. sämtliche Klöster im Land aufgelöst hatte. Die Fährverbindung existiert noch heute, inzwischen von den Mersey Ferries betrieben, zwischen dem Woodside-Fährterminal und dem gut einen Kilometer weiter östlich liegendem Pier Head von Liverpool.
In Woodside gab es auch die ersten Straßenbahnen nicht nur des Vereinigten Königreichs, sondern ganz Europas. Am 29. August 1860 fuhr die erste Straßenbahn die Strecke von Woodside nach Birkenhead. An dieses besondere Ereignis erinnert heute die historische Straßenbahnlinie 20, an deren Endhaltestelle Woodside, unweit des Fährterminals, im Jahr 2009 die U-Boat Story Exhibition eröffnet wurde. Sie illustriert die  Geschichte des ehemals deutschen U-Boots U 534 anhand des im Jahr 1993 aus 67 m Tiefe vom Meeresboden geborgenen Originals.
Im Jahr 1886 wurde der Mersey Railway Tunnel unter dem Fluss eröffnet, der heute als Teil von Merseyrail von der Wirral Line genutzt wird und Städte auf der linken Seite des Mersey mit Liverpool verbindet.